# Дрошовський потік
Дрошовський потік, Дрошівський потік — гірський потік в Україні у Стрийському районі Львівської області. Правий доплив річки Бережниці (басейн Дністра).

## Опис
Довжина потоку приблизно 2,76 км, найкоротша відстань між витоком і гирлом — 2,16  км, коефіцієнт звивистості річки — 1,28 . Формується багатьма безіменними струмками.

## Розташування
Бере початок на північно-східних схилах гори Явірники (551,1 м). Тече переважно на північний схід через Дрошовський ліс і впадає у річку Бережницю, праву притоку річки Дністра.

## Цікаві факти
- Від гирла потоку на північно-західній стороні розташоване заповідне урочище Червоні береги[4].